# Kanton Saint-Julien-de-Vouvantes
Der Kanton Saint-Julien-de-Vouvantes war bis 2015 ein französischer Wahlkreis im Arrondissement Châteaubriant, im Département Loire-Atlantique und in der Region Pays de la Loire; sein Hauptort war Saint-Julien-de-Vouvantes. Letzter Vertreter im Generalrat des Départements war von 2001 bis 2015 Jean Poulain (DVG).

## Gemeinden
Der Kanton bestand aus fünf Gemeinden:
| Gemeinde                  | Bretonisch             | Einwohner (2012) | Fläche (km²) | Code postal | Code Insee |
| ------------------------- | ---------------------- | ---------------- | ------------ | ----------- | ---------- |
| Erbray                    | Ervoreg                | 2945             | 58,18        | 44110       | 44054      |
| Juigné-des-Moutiers       | Yaoueneg-ar-Mousterioù | 351              | 24,65        | 44670       | 44078      |
| La Chapelle-Glain         | Chapel-Glenn           | 826              | 34,50        | 44670       | 44031      |
| Petit-Auverné             | Arwerneg-Vihan         | 427              | 22,53        | 44670       | 44121      |
| Saint-Julien-de-Vouvantes | Sant-Juluan-Gouwent    | 920              | 25,60        | 44670       | 44170      |
| Kanton                    |                        | 5469             | 165,46       | -           | 4437       |